# LK II
Le Leichte Kampfwagen II (« véhicule de combat léger 2 »), ou LK II, est un prototype de char d'assaut léger allemand construit à la fin de la Première Guerre mondiale. Développé à la suite du LK I, il ne connut pas le combat. Il est également à l'origine du char suédois Stridsvagn m/21.

## LK I et LK II

### Développement
Au cours de la seconde partie de la Grande Guerre, l'Armée allemande ne comprend que trop peu, et trop tard, l'importance des tanks : si elle déploie une poignée de chars capturés et en 1918 des A7V nationaux, bien imparfaits, les autres projets de panzer n'aboutissent pas. Fortement influencés par les lignes des chars alliés, les Sturmpanzerwagen Oberschlesien et K-Wagen ne dépassent pas le stade de la planche à dessin. Un prototype de A7V-U (semblable aux Mark britanniques) et un du LK I (similaire au Whippet, mais pourvu d'une tourelle avec mitrailleuse) sont toutefois assemblés. Ce dernier possédant des caractéristiques intéressantes - outre d'être plus aisément usinable que les modèles susmentionnés, une pré-commande de 800 exemplaires est décidée avant que les tests à la mi-1918 ne demandent quelques améliorations.  
Le LK II  lui succédant doit répondre en outre à un cahier des charges du Ministère de la Guerre, mentionnant entre autres un poids maximum de 8 tonnes, l'emport d'un canon, et une vitesse de 14 km/h.  

### Caractéristiques techniques
Le Leichte Kampfwagen II reprend donc les caractéristiques de son prédécesseur, conçu par l'ingénieur Joseph Vollmer, le créateur de l'A7V. Le châssis en particulier est toujours celui d'une automobile Daimler ; la motorisation est également assurée par un Daimler-Benz Otto modèle 1910 à 4 cylindres. Une des particularités des LK est le moteur placé à l'avant du véhicule, comme sur le Whippet britannique.  
Deux thèses s'opposent quant à l'armement et son installation en tourelle :
- La plus commune soutient que le LK II ne porte plus à l'arrière une tourelle mais une casemate fixe avec un armement plus important : un canon de 57 mm Sokol (d'origine russe) ou un de 37 mm Krupp porté par une rotule semblable à celle de l'A7V. Une version à tourelle battant sur 360° et pourvue d'une ou deux mitrailleuses, comme sur le modèle précédent, est uniquement dessinée. Il n'existe pas actuellement d'illustration (photographie ou plan) de cette configuration à casemate.
- Le LK II reprend la tourelle rotative de son prédécesseur, avec l'emport d'un canon, une mitrailleuse de7,92 mm étant installée dans la coque, près du poste de pilotage. Un canon de 57 mm est testé le 29 août 1918 mais est jugé trop puissant et imposant pour la tourelle exiguë. Est décidé alors l'installation du 37 mm Krupp. Cette configuration à tourelle a le mérite d'être en accord avec les livraisons à la Suède, qui procéda au ré-assemblage de dix exemplaires avec tourelle (v. plus bas)[1].

L'équipage de trois membres est protégé par un blindage maximal de 14 mm (tout comme le Whippet et légèrement moindre que pour le Renault FT, avec lequel il peut toutefois soutenir la comparaison).

### Utilisation
Deux prototypes furent réalisés en juin 1918 et testés. Les évaluations sont positives et le 23 du mois, une commande est passée pour 580 exemplaires. La production en série prévue pour avril 1919 devait être de 200 unités mensuelles. Les usines Steffen & Heymann (Berlin), avec châssis motorisés par Daimler, livrèrent 6 exemplaires avant la fin de la guerre. Aucun ne fût envoyé au combat. Un total d'au moins 10 exemplaires auraient été construits. Une version améliorée et à moteur arrière ( à l'exemple du Renault FT), le LK III, demeura à l'état de projet.

À l'armistice, la société Daimler démonte, stocke en secret les exemplaires de LK II (vraisemblablement non armés) et les soustrait à l'investigation de la Commission interalliée du désarmement. Le Traité de Versailles (juin 1919) interdisant à la Reichswehr l'emploi de blindé et même leur développement, les pièces détachées du LK n'ont plus dès lors aucune application possible sur le territoire.

Véhicules cités dans la section
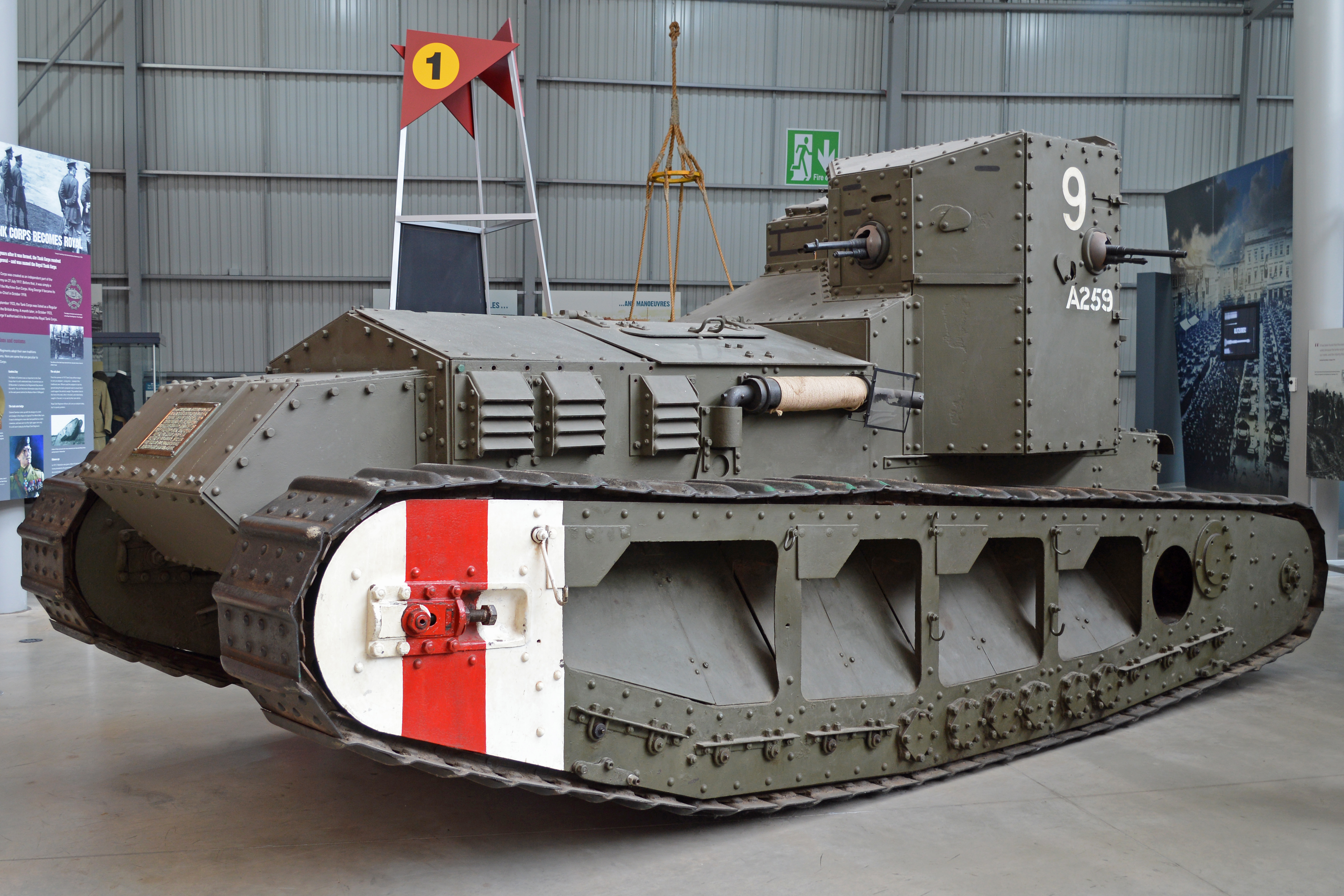
Whippet britannique.
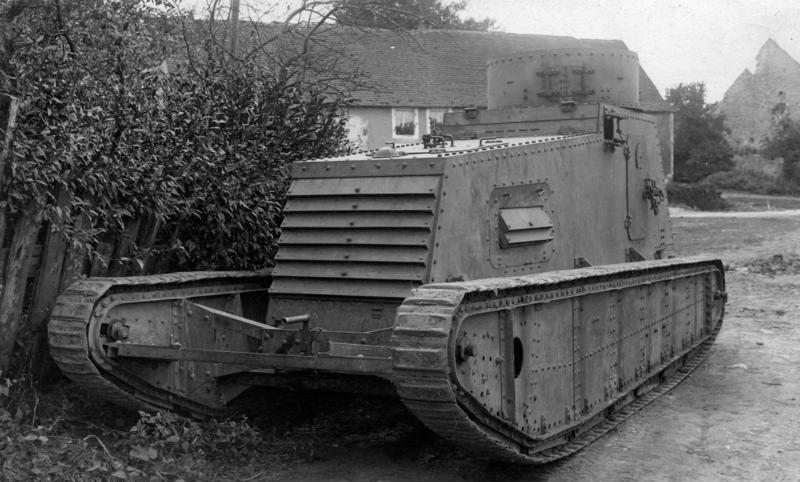
Prototype LK I.
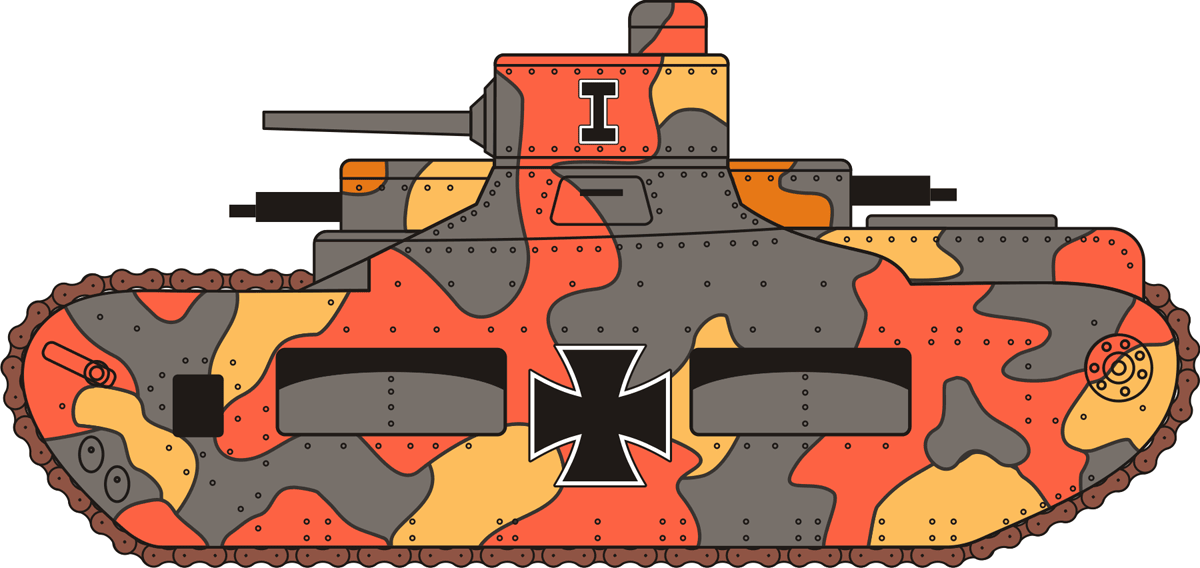
Représentation du Sturmpanzerwagen Oberschlesien.
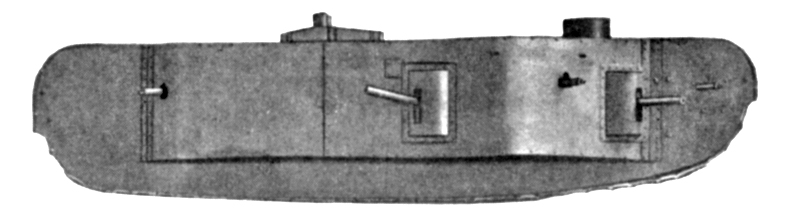
Représentation du K-Wagen.
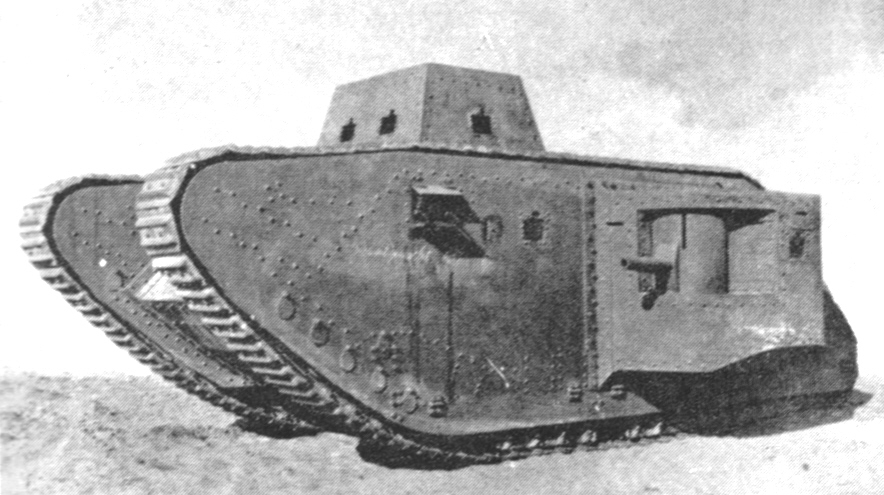
Prototype du A7V-U.

## Stridsvagn m/21 et Stridsvagn m/21-29
Au début des années 1920, l'armée suédoise entend se doter pour sa défense de la nouvelle arme blindée. Dès 1918, l'attaché militaire suédois à Berlin s'était vu présenter un tank Mark IV capturé. Les nouveaux chars légers paraissent toutefois mieux appropriés au relief de la Suède ; demande est faite au gouvernement britannique mais le coût d'achat du Whippet apparait trop élevé. Sans doute par tractations secrètes, le gouvernement suédois à l'été 1921 achète alors à la société Daimler les pièces démontées de dix LK II, pour 200 000 couronnes. À l'automne, celles-ci sont convoyées discrètement sous la dénomination de pièces de tracteurs agricoles et plaques de chaudière, et réceptionnés par les chantiers navals de Stockholm.

### Stridsvagn m/21
Les chantiers navals remontent dès lors les structures, légèrement modifiées et armées d'une mitrailleuse danoise Madsen ksp m/14 de 6,5 mm en tourelle. Les chars désormais suédois sont dénommés en premier lieu Pansarvagn försöksmodell/1922 puis fm/22. Une lettre royale d'août 1922 mentionne le financement d'une unité blindée pour la Garde suédoise (Panzervagnarna Svea Livgarde), preuve que plusieurs véhicules étaient livrés à cette époque. Ils seront renommés en Stridsvagn m/21, ou Strv m/21. Le « nouvel » engin comprend un quatrième membre d'équipage. Il faut toutefois attendre un an pour que les premiers tests, probants, aient lieu sur le terrain. Au moins cinq engins seront régulièrement testés en Scanie entre 1923 et 1927. En l'absence de production locale ou de possibilité d'achat en Allemagne, cinq des dix exemplaires sont remisés pour fournir des pièces détachées aux cinq autres opérationnels.

### Modification nationale
Pour améliorer l'engin, pallier le manque de pièces détachées et maintenir le parc opérationnel, les cinq Strv m/21 de l'armée sont confiés à l'entreprise nationale AB Landsverk. Celle-ci remplace la transmission et le moteur par un diesel Scania-Vabis 1544. L'armement est notablement accru par l'installation en tourelle d'un 37 mm Skoda de 27 calibres. Le blindage semble aussi avoir été légèrement amélioré. Extérieurement, le Stridsvagn m/21-29 se distingue également par deux phares (protégés d'un volet blindé) et d'un pot d'échappement à gauche non plus vertical mais incliné à 45°. Deux chars sont modernisés en 1930, les trois autres l'étant entre 1931 et 1934.
Un de ces blindés aurait été piloté par Heinz Guderian lors d'une visite en Suède en 1929. Les Strv m/21-29 seront retirés du service actif en 1938 et remplacés par la chenillette tchécoslovaque CKD AH-IV (renommée en Strv m/37).

## Postérité
Un exemplaire aurait été envoyé en Allemagne en 1938 à des fins de démonstrations, mais les preuves matérielles manquent actuellement. Toutefois, il est assuré que les lignes du Leichttraktor allemand, premier panzer de l'entre-deux-guerres et conçu à partir de 1929, sont directement inspirées de celles des Strv m/21 et Strv m/21-29, issues du dernier char allemand produit avant la capitulation. En 1931, l'entreprise Landsverk (comprenant une part importante de capitaux allemands et l'apport de l'ingénieur Joseph Vollmer susnommé) crée le Strv m/31 (aussi dénommé L-10), proprement national et plus moderne.
Après leur démobilisation, le destin de neuf des dix Strv m/21 et Strv m/21-29 est désormais connu, en prenant en compte l'engin exposé en Allemagne nazie et disparu. Cinq furent utilisés comme cibles d'entrainement et de tests de résistance de blindage.
Un exemplaire du modèle 1929 a été donné en 1993 au Musée des blindés de Munster où il conserve aussi la dénomination de « LK II ». Deux autres demeurent au Musée des blindés d'Arsenalen en Suède : un possède le moteur Daimler-Benz d'origine ; un autre en état de marche avec le diesel Scania. Un dernier, évidé de ses composants internes et servant de cible, a été retiré de la mer glacée en 2003. Il est partiellement restauré et exposé depuis 2018 au Musée des blindés d'Axvall.
Sous la dénomination Strv fm/21, le Strv m/21 est modélisé numériquement et jouable comme « rang I » dans le jeu vidéo MMO World of Tanks.

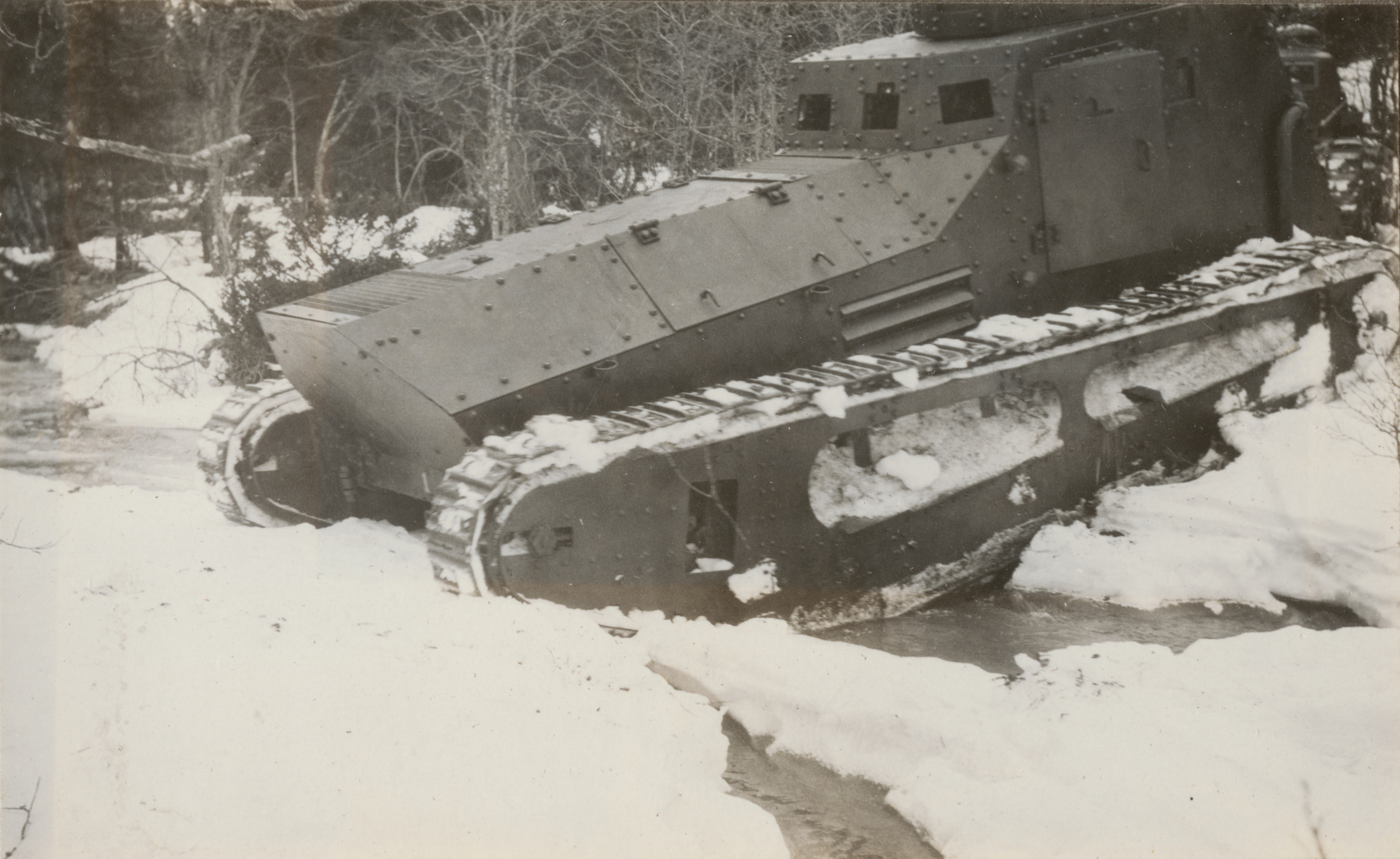
Stridsvagn m/21.
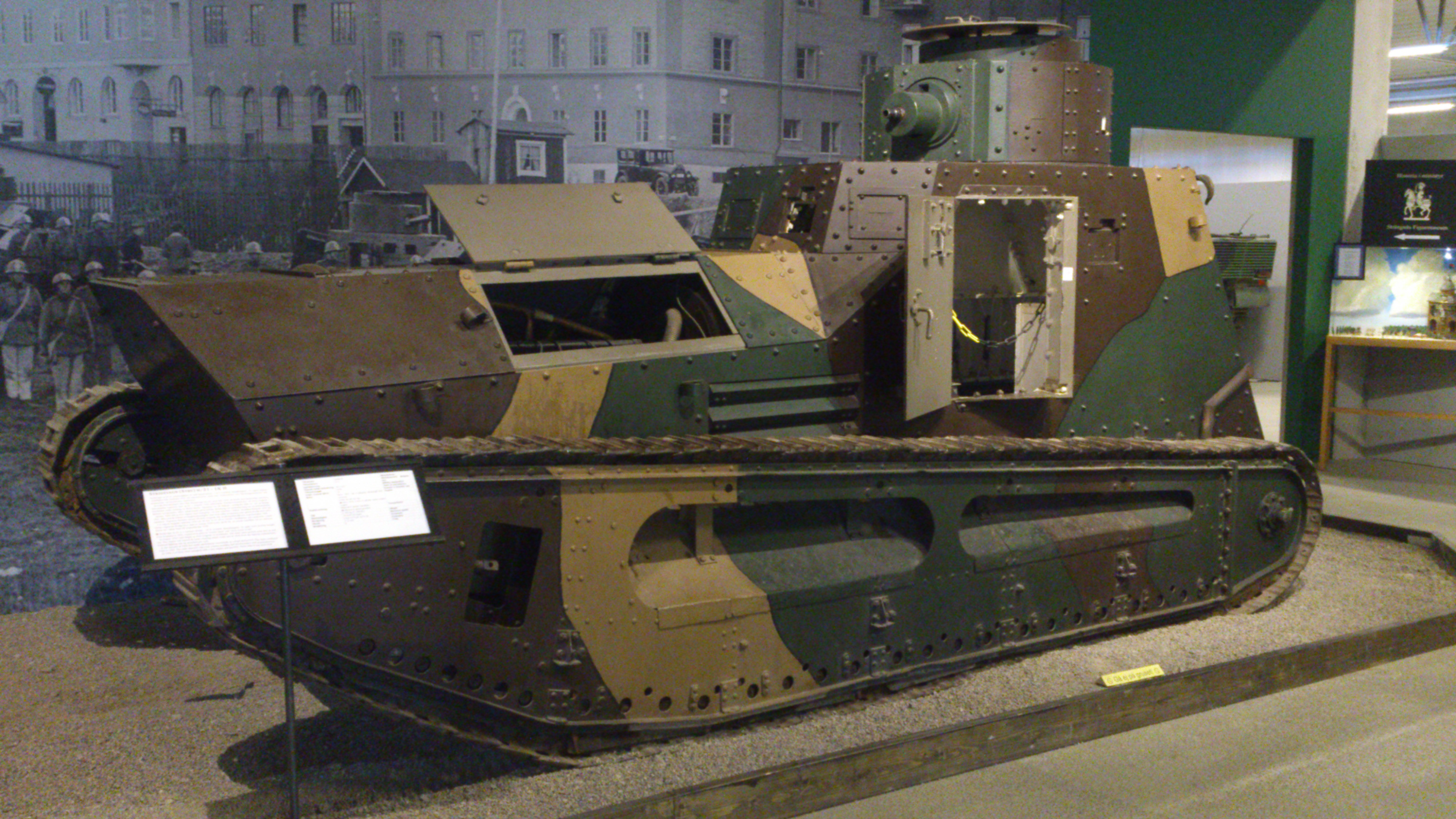
Stridsvagn m/21 (Arsenalen).
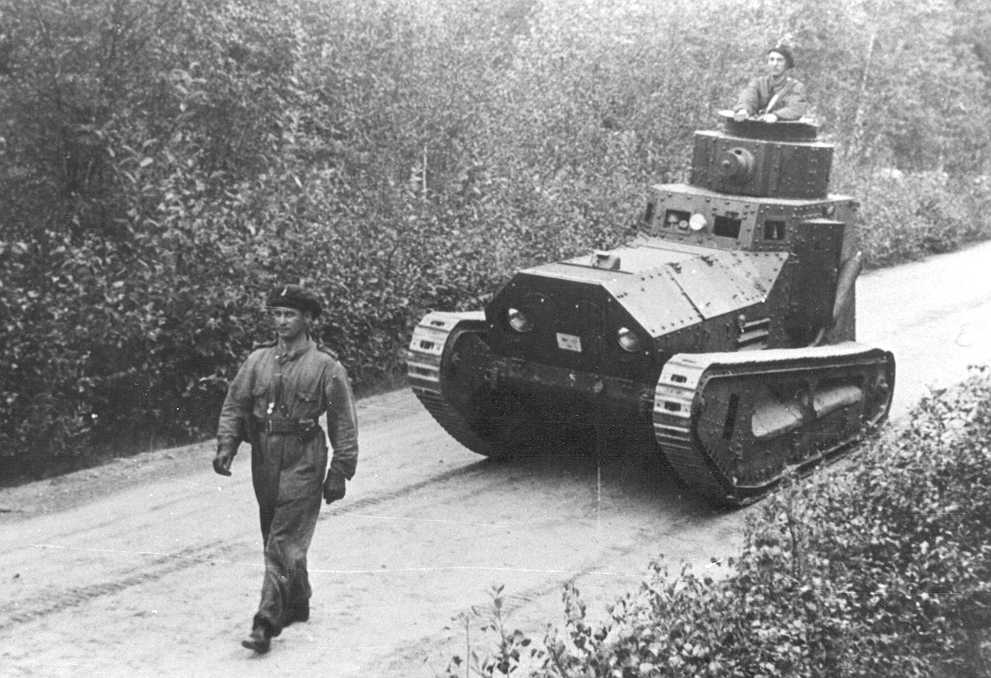
Stridsvagn m/21-29.
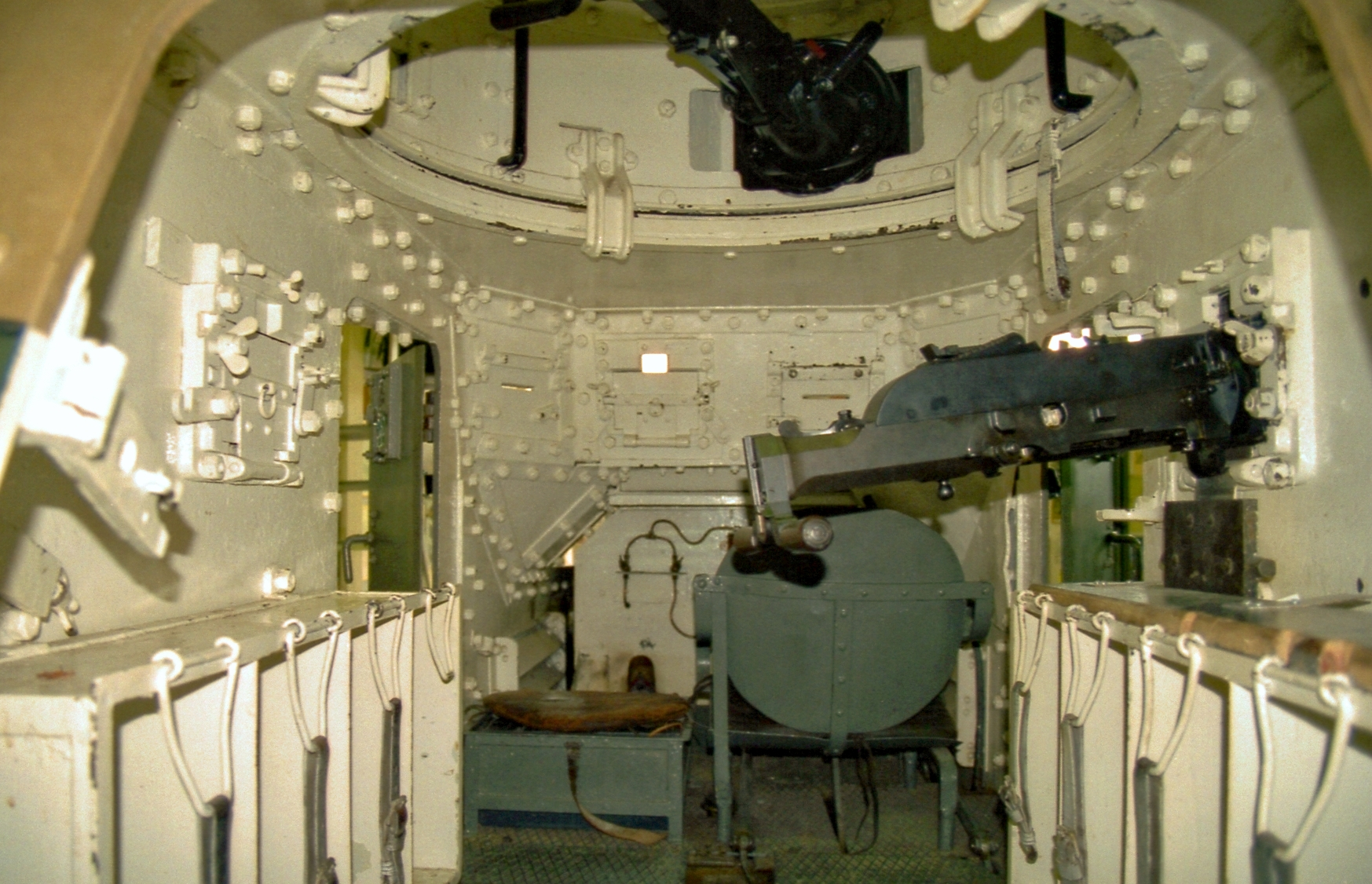
Intérieur d'un modèle 1921-1929 (Axvall).
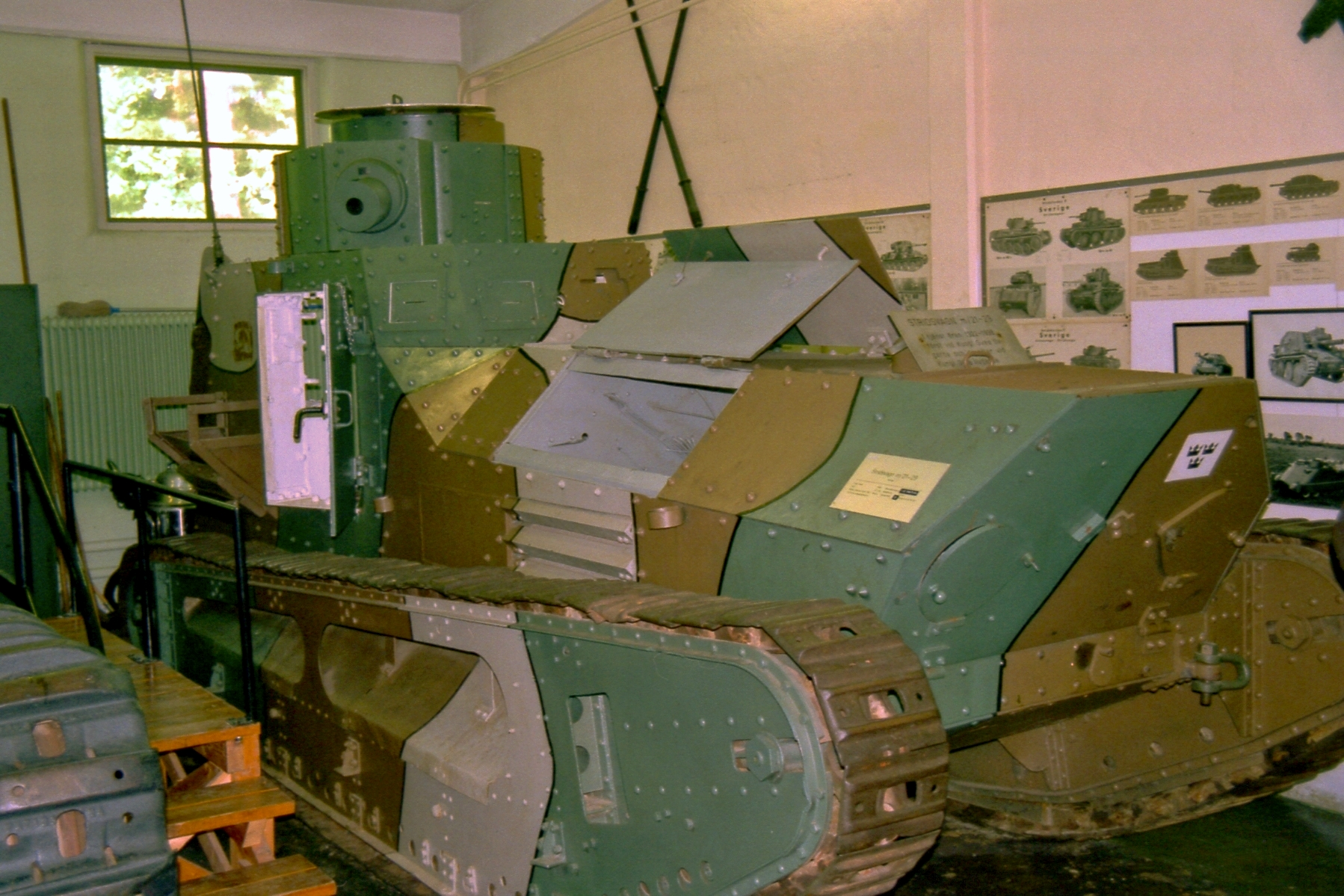
Stridsvagn m/21-29 (Axvall).
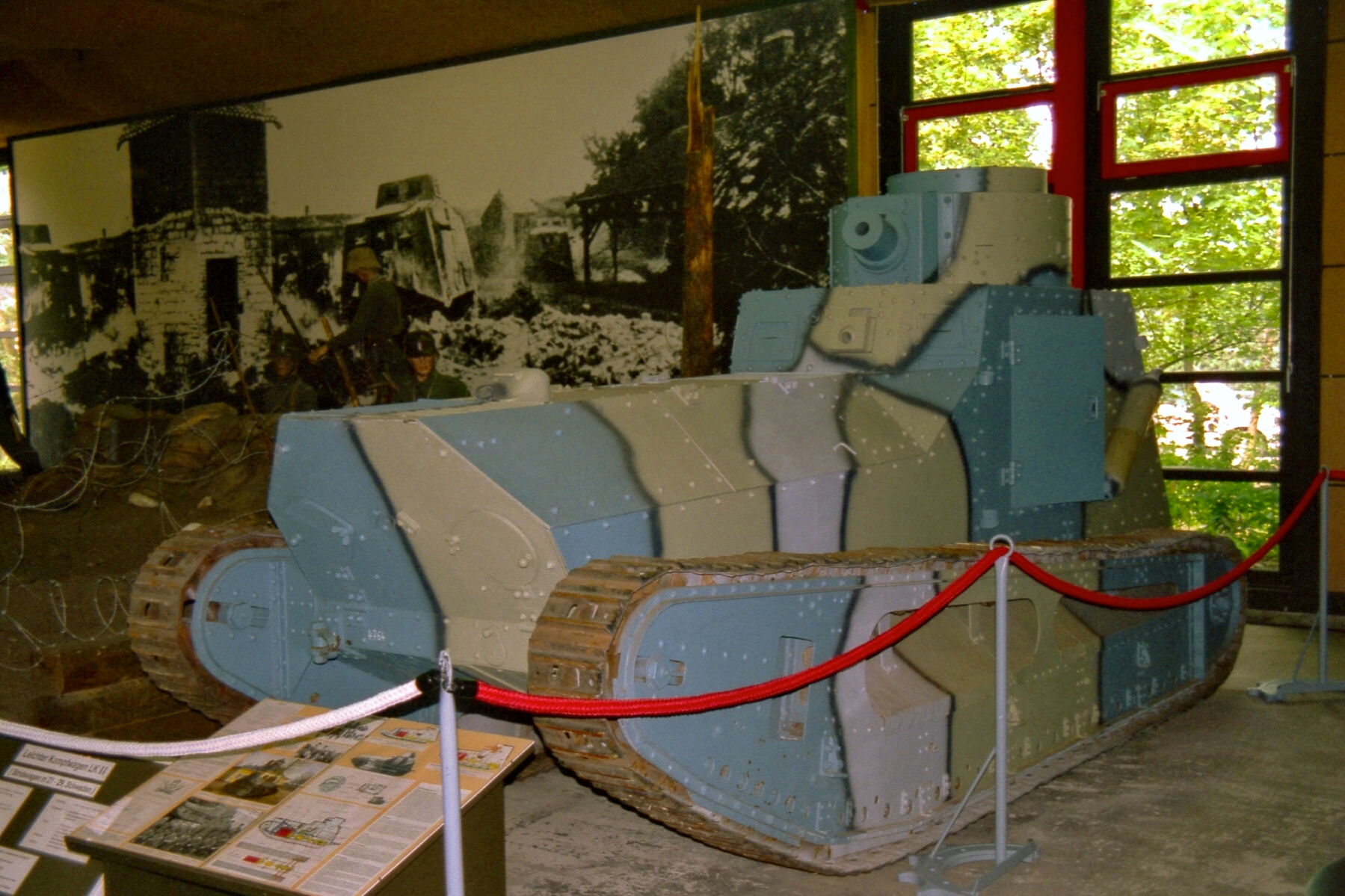
Stridsvagn m/21-29 (Munster).